# Waterford (Vermont)
Waterford es un pueblo ubicado en el condado de Caledonia en el estado estadounidense de Vermont. En el año 2010 tenía una población de 1.280 habitantes y una densidad poblacional de 12,44 personas por km².

## Geografía
Waterford se encuentra ubicado en las coordenadas 44°22′4″N 71°56′58″O / 44.36778, -71.94944.

## Demografía
Según la Oficina del Censo en 2000 los ingresos medios por hogar en la localidad eran de $50,197 y los ingresos medios por familia eran $52,105. Los hombres tenían unos ingresos medios de $32,100 frente a los $23,839 para las mujeres. La renta per cápita para la localidad era de $21,762. Alrededor del 4.2% de la población estaban por debajo del umbral de pobreza.